# Cá gà trống
Cá gà trống, tên khoa học Nematistius pectoralis, là một loài cá thể thao trong các vùng nước ấm của Đông Thái Bình Dương từ Baja California đến Peru. Nó là loài duy nhất trong chi Nematistius và họ Nematistiidae, theo truyền thống xếp trong bộ Perciformes, nhưng gần đây được cho là xếp trong bộ Cá khế (Carangiformes) của nhóm Carangimorphariae (= Carangimorpha/Carangaria). Tên gọi tiếng Anh của nó (roosterfish) nghĩa là "cá gà trống", là do "mào gà trống" rất đặc biệt của nó, là bảy gai vây lưng rất dài.
Cá gà trống có thể đạt chiều dài trên 1,6 m (5 ft 3 in) và cân nậng 50 kg (110 lb). Cân nậng trung bình của nó là khoảng 20 lb (9,1 kg). Nó phổ biến như là một cá trò chơi. Nó không được coi là một loài cá thực phẩm tốt. Tuy nhiên nó được khai thác như một loài cá địa phương và tìm thấy tươi sống trên thị trường.